# Batalik
Batalik é uma aldeia e um vale do Ladaque, noroeste da Índia, no distrito de Cargil. Situa-se à beira do rio Indo, perto do local onde este abandona o território controlado pela Índia, cruzando a LOC (Linha de Controle, a fronteira de facto disputada entre a Índia e o Paquistão em Caxemira), a qual fica a menos de dez quilómetros em linha reta da aldeia.
O chamado setor (área) de Batalik foi palco de alguns dos combates mais importantes de todas as guerras indo-paquistanesas. A Operação Safed Sagar ("Mar Branco") da Força Aérea Indiana durante a Guerra de Cargil (1999) incidiu principalmente sobre esse setor. A região é servida por uma estrada que liga Cargil a Lé através do vale do Indo. Quando se vai de Cargil, situada 56 km a sudoeste, a estrada passa pelo passo de montanha Hamboting La, situado a 4 140 metros de altitude.
É na região de Batalik que se situam as aldeias habitadas por brokpas, uma etnia com traços marcadamente caucasianos, cabelos castanhos e olhos claros azuis ou verdes, cujos membros são frequentemente apontados como os mais puros descendentes dos primeiros coloniazadore arianos na Índia. As principais aldeias brokpas são Dha e Hanu.